# Steffi Walter
Steffi Walter (n. 17 septembrie 1962, Bad Schlema, Republica Democrată Germană, Germania – d. 21 iunie 2017, Germania) a fost o sportivă ce a reprezentat Republica Democrată Germană, medaliată olimpică. A participat la 2 ediții ale Jocurilor Olimpice (1984, 1988) în care a câștigat două medalii de aur.